# Не краса по-американськи
«Не краса по-американськи» (англ. Ugly Betty, досл. «Потворна Бетті») — американський комедійно-драматичний телесеріал, розроблений Сільвіо Ортою, який транслювався на «ABC» з 28 вересня 2006 року до 14 квітня 2010 року. Серіал заснований на колумбійській теленовелі Фернандо Гайтана «Я — негарна Бетті», яка мала багато інших міжнародних адаптацій. У ньому розповідається про героїню Бетті Суарес (Америка Феррера), яка, попри відсутність стилю, влаштовується на роботу в престижний модний журнал.
Серіал випустили «Silent H», «Ventanarosa» та «Reveille Productions» у партнерстві з «ABC Studios», а виконавчими продюсерами виступили Сальма Хаєк, Орта, Бен Сільверман, Хосе Тамез та Джоел Філдс. Перший і другий сезони знімали в Лос-Анджелесі, а третій і четвертий сезони знімали в Нью-Йорку.
27 січня 2010 року «ABC» оголосили про скасування серіалу через низькі рейтинги. Відтоді він став культовим. Деякий час точилися дискусії про перезавантаження або фільм на базі цього серіалу.
В Україні його транслювали на телеканалі «1+1», зі своєю адаптованою назвою, хоч в оригіналі вона звучить як «Потворна Бетті» (англ. «Ugly Betty»).

## Сюжет
Бетті Суарес — дивна 22-річна мексикано-американка із Квінза, якій дуже бракує почуття моди. Вона відома своїм досить незвичайним старомодним вибором гардеробу, милою натурою та легкою наївністю. Раптово Бетті потрапляє в інший світ, коли влаштовується на роботу в журнал високої моди «Mode» на Мангеттені, який є частиною видавничої імперії «Meade Publications», що належить заможному Бредфорду Міду. Син Бредфорда, Деніел, був призначений головним редактором «Mode» після смерті Фей Соммерс (давньої коханки Бредфорда). Бредфорд наймає недосвідчену Бетті як нову особисту помічницю свого сина-бабія, щоб приборкати його звичку спати з помічниками. З часом Бетті та Деніел стають друзями та допомагають одне одному орієнтуватися у професійному й особистому житті.
Життя в «Mode» ускладнюється як для Бетті, так і для Деніела через їхніх колег. Їхня найсерйозніша загроза походить від креативного директора Вільгельміни Слейтер, мстивої інтриганки, яка розробляє численні змови, щоб вкрасти роботу Деніела та захопити контроль над імперією «Meade». Крім того, вірний помічник Вільгельміни Марк Сент-Джеймс і адміністратор «Mode» Аманда Танен постійно знущаються над Бетті та принижують дівчину через її тьмяну зовнішність, незграбний характер і відсутність смаку до моди. Однак не всі в «Mode» проти Бетті: вона знаходить вірних друзів у особі шотландської швачки Крістіни Мак-Кінні та бухгалтера-ботана Генрі Грабстіка. Вона також отримує сильну підтримку від свого батька Іґнасіо, старшої сестри Хільди та племінника Джастіна.

## В ролях
| Актор            | Персонаж             | Сезони          | Сезони         | Сезони          | Сезони         |
| Актор            | Персонаж             | 1               | 2              | 3               | 4              |
| ---------------- | -------------------- | --------------- | -------------- | --------------- | -------------- |
| Америка Феррера  | Бетті Суарес         | Головна роль    | Головна роль   | Головна роль    | Головна роль   |
| Ерік Мабіус      | Деніел Мід           | Головна роль    | Головна роль   | Головна роль    | Головна роль   |
| Алан Дейл        | Бредфорд Мід         | Головна роль    | Головна роль   | Не з'являється  | Не з'являється |
| Тоні Плана       | Іґнасіо Суарес       | Головна роль    | Головна роль   | Головна роль    | Головна роль   |
| Ана Ортіс        | Хільда Суарес        | Головна роль    | Головна роль   | Головна роль    | Головна роль   |
| Ешлі Дженсен     | Крістіна МакКінні    | Головна роль    | Головна роль   | Головна роль    | Гість          |
| Бекі Ньютон      | Аманда Танен         | Головна роль    | Головна роль   | Головна роль    | Головна роль   |
| Марк Інделікато  | Джастін Суарес       | Головна роль    | Головна роль   | Головна роль    | Головна роль   |
| Ванесса Вільямс  | Вільгельміна Слейтер | Головна роль    | Головна роль   | Головна роль    | Головна роль   |
| Ребекка Ромейн   | Алексіс Мід          | Головна роль    | Головна роль   | Другорядна роль | Не з'являється |
| Майкл Урі        | Марк Сент-Джеймс     | Головна роль    | Головна роль   | Головна роль    | Головна роль   |
| Кевін Зусман     | Волтер               | Головна роль    | Не з'являється | Не з'являється  | Не з'являється |
| Крістофер Горем  | Генрі Ґрабстік       | Другорядна роль | Головна роль   | Гість           | Гість          |
| Джудіт Лайт      | Клер Мід             | Другорядна роль | Головна роль   | Головна роль    | Головна роль   |
| Деніел Ерік Ґолд | Метт Хартлі          | Не з'являється  | Не з'являється | Другорядна роль | Головна роль   |

## Епізоди
| Сезон | Сезон | Епізоди | Оригінальний показ | Оригінальний показ |
| Сезон | Сезон | Епізоди | Перший показ       | Останній показ     |
| ----- | ----- | ------- | ------------------ | ------------------ |
|       | 1     | 23      | 28 вересня 2006    | 17 травня 2007     |
|       | 2     | 18      | 27 вересня 2007    | 22 травня 2008     |
|       | 3     | 24      | 25 вересня 2008    | 21 травня 2009     |
|       | 4     | 20      | 16 жовтня 2009     | 14 квітня 2010     |

## Інші версії
- Колумбія — «Я — негарна Бетті» (ісп. Yo soy Betty, la fea), 1999 — колумбійська теленовела виробництва компанії «RCN Televisión». У головних ролях Ана Марія Ороско та Хорхе Енріке Абельйо.
- Мексика — «Любов не така, якою її малюють» (ісп. El amor no es como lo pintan), 2000 — мексиканська теленовела виробництва компанії «TV Azteca». У головних ролях Ванесса Акоста та Ектор Соберон.
- Колумбія — «Екомода» (ісп. Ecomoda), 2001 — колумбійська теленовела виробництва компанії «RCN Televisión». У головних ролях Анна-Марія Ороско та Хорхе Енріке Абельйо.
- Колумбія — «Бетті Тунс» (ісп. Betty Toons), 2001 — колумбійський мультсеріал виробництва компанії «RCN Televisión». У головній ролі Алехандра Ботеро.
- Португалія — «Все для кохання» (порт. Tudo por Amor), 2002 — португальська теленовела виробництва телеканалу «TVI». У головних ролях Софія Дуарте Сілва, Діого Моргадо, Маркантоніо Дель Карло, Інес Кастель-Бранко та Аделаїда Феррейра.
- Індія — «Немає нікого, як Джассі» (гінді जस्सी जैसी कोई नहीं / Jassi Jaissi Koi Nahin), 2003 — індійська теленовела, створена компанією «DJ's a Creative Unit» для телеканалу «Sony Entertainment Television». У головних ролях Мона Сінгх і Апурва Агніхотрі.
- Ізраїль — «Потворний Есті» (івр. אסתי המכוערת / Esti HaMekho'eret), 2004 — ізраїльська теленовела виробництва телеканалу «Channel 2». У головних ролях Рікі Бліх.
- Туреччина — «Це не буває без вас» (тур. Sensiz Olmuyor), 2005 — турецька теленовела виробництва телеканалів «Show TV» і «Kanal D». У головних ролях Озлем Конкер, Єліз Шар і Емре Алтуґ.
- Німеччина — «Закоханий у Берлін» (нім. Закоханий у Берлін), 2005 — німецька теленовела виробництва компаній «Grundy UFA» і «Phoenix Film» для телеканалу «Sat.1». У головних ролях Олександра Нелдел, Матіс Кюнцлер, Тім Сандер і Лаура Оссвальд.
- Росія — «Не родись вродлива» (рос. Не родись красивой), 2005 — російська теленовела виробництва телеканалу «СТС». У головній ролі Неллі Уварова.
- Мексика — «Найкрасивіший потворний» (ісп. La fea más bella), 2006 — мексиканська теленовела виробництва компанії «Televisa». У головних ролях Анжеліка Вале і Хайме Каміль.
- Нідерланди — «Лотта» (нід. Lotte), 2006 — нідерландська теленовела, створена компанією «Blue Circle» для телеканалу «Tien». У головних ролях Нінке Беекхейзен і Ларс Ооствен.
- Іспанія — «Я Беа» (ісп. Yo soy Bea), 2006 — іспанська теленовела, створена компанією «Grundy Producciones» для телеканалу «Telecinco». У головних ролях Рут Нуньєс і Алехандро Тус.
- Греція — «Марія, потворна» (грец. Μαρία η άσχημη / Maria, i Aschimi), 2007 — грецька теленовела виробництва «Mega Channel». У головних ролях Аггелікі Даліані й Антімос Ананіадіс.
- Бельгія — «Сара» (нід. Sara), 2007 — бельгійська теленовела виробництва компанії «Fremantle» для телеканалу «VTM». У головних ролях Верле Бетенс, Герт Вінкельманс, Курт Рогірс, Сандрін Андре та Лотте Піной.
- Хорватія,  Сербія — «Не здавайся, Ніна» (хорв. Ne daj se, Nina), 2007 — хорватсько-сербська теленовела, створена телеканалами «Prva Srpska Televizija» й «RTL Televizija». У головних ролях Лана Гояк і Роберт Курбаша.
- В'єтнам — «Погана дівчина» (в'єт. Cô gái xấu xí), 2008 — в'єтнамська теленовела виробництва телеканалу «VTV3». У головних ролях Нгок Хіоп і Чі Бо.
- Чехія — «Некрасива Катька» (чеськ. Ošklivka Katka), 2008 — чеська теленовела виробництва телеканалу «Prima». У головній ролі Катержина Янечкова.
- Філіппіни — «Я люблю Бетті ла Феа» (англ. I Love Betty La Fea), 2008 — філіппінська теленовела виробництва компанії «ABS-CBN». У головних ролях Беа Алонзо і Джон Ллойд Круз.
- КНР — «Потворна дівчина непереможна» (кит.: 丑女无敌 / Chou nu wudi), 2008 — китайський телесеріал виробництва «Hunan Television». У головній ролі Лі Сіньру.
- Польща — «Потворний» (пол. Brzydula), 2008 — польська теленовела виробництва телеканалу «TVN». У головних ролях Юлія Камінська та Філіп Бобек.
- Бразилія — «Бела, Потворна» (порт. Bela, a Feia), 2009, — бразильська теленовела виробництва телеканалу «Record». У головних ролях Жизель Ітьє та Бруно Феррарі.
- Грузія — «Дівчина з передмістя» (груз. გოგონა გარეუბნიდან / Gogona Gareubnidan), 2010 — грузинська теленовела, створена компанією «Night Show Studio» для телеканалу «Imedi TV». У головній ролі Тіна Махарадзе.
- Малайзія — «Місія Бетті» (малай. Misi Betty), 2011 — малайзійська теленовела виробництва телеканалу «TV9». У головній ролі Сіті Фазуріна.
- Еквадор — «Вето, негарний» (ісп. Veto al feo), 2013 — еквадорська теленовела виробництва телеканалу «Ecuavisa». У головних ролях Ефраїн Руалес та Урсула Стренґе.
- Єгипет — «Подарунок людини-ворона» (араб. هبة رجل الغراب / Heba Regl El-Ghorab), 2014 — єгипетська теленовела виробництва компанії «OSN». У головній ролі Емі Самір Ганем.
- Таїланд — «Гидка качка» (тай. ยัยเป็ดขี้เหร่ / англ. Ugly Betty Thailand), 2015 — тайська теленовела, створена компанією «Kantana Motion Pictures» для телеканалу «Thairath TV». У головних ролях Пратчаянан Суванмані та Васін Ацаванаруенат.
- США — «Бетті в Нью-Йорку» (ісп. Betty en NY), 2019 — американська теленовела виробництва телеканалу «Telemundo». У головних ролях Еліфер Торрес та Ерік Еліас.
- Алжир — «Тамуша» (араб. طيموشة / Timoucha), 2020 — алжирська теленовела виробництва компанії «ENTV». У головній ролі Міна Лахтер.
- ПАР — «Наша Беттіна» (коса uBettina Wethu), 2021 — південноафриканська теленовела виробництва телеканалу «SABC 1». У головній ролі Фарієда Меціленг.
- Україна — «Моя улюблена Страшко», 2021 — українська теленовела виробництва телеканалу «1+1». У головних ролях Ірина Поплавська й Олександр Соколов.
- Колумбія — «Бетті, потворна: Історія продовжується» (ісп. Betty, la fea: la historia continúa), 2024 — колумбійський телесеріал, виробництва компанії «RCN Televisión» для потокової платформи «Prime Video». У головних ролях Ана Марія Ороско та Хорхе Енріке Абельйо.